# Jednotná fronta za demokracii proti diktatuře

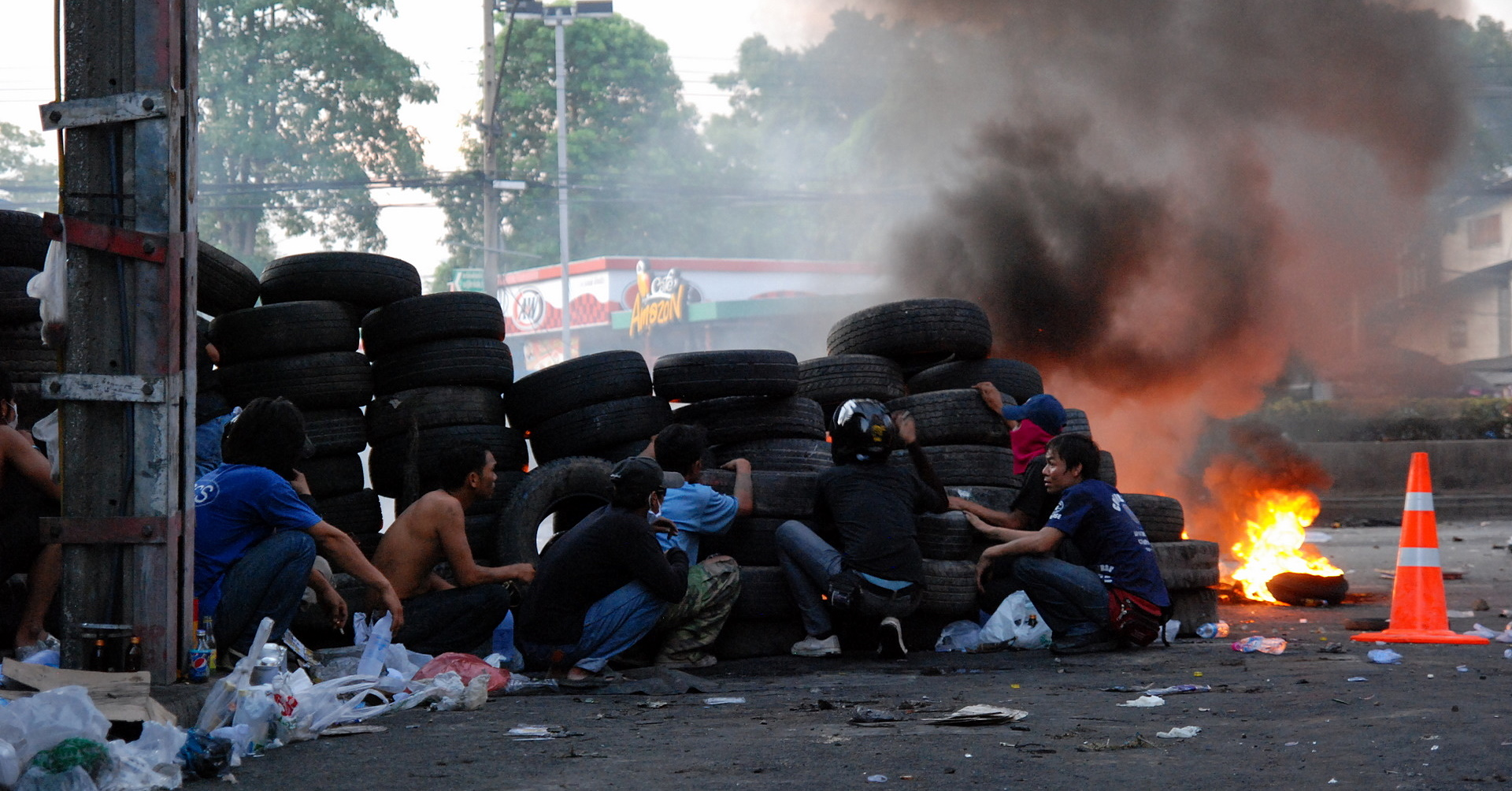
Protestující sympatizanti Jednotné fronty za demokracii proti diktatuře schováni za barikádou z pneumatik vytvářejí kouřovou clonu proti armádním odstřelovačům (15. května 2010, Bangkok)

Jednotná fronta za demokracii proti diktatuře (thajsky แนวร่วมประชาธิปไตยต่อต้านเผด็จการแห่งชาติ; นปช), jejíž příznivci jsou běžné zjednodušeně označováni jako „červené košile“, je thajská politická skupina. V současnosti (květen 2010) je v opozici a k moci se snaží dostat mimo jiné pořádáním protestů a demonstrací.